# アーチリュート
アーチリュート（英 Archlute, 仏 Arciliuto, 伊 Arciliuto）はリュート族の撥弦楽器。ヨーロッパのバロック期、通奏低音楽器およびソロ楽器として使用された。類似の楽器でリュート・アティオルバート（伊 Liuto Attiorbato）と呼ばれるものもある。

## 構造
基本的な形状はテオルボに類似している。以下テオルボとの違いを指摘しながら叙述する（テオルボ、構造の項を参照）。
アーチリュートの胴体（ボディ）はリュート同様、後ろ側が洋梨を半分に割ったような丸い形状であり、ネックは、通常のリュート同様の指板が取り付けられる部分に、更に拡張ネックを取り付けている。指板上に配列されているストップ弦 (stopped string)の他に、拡張ネックに取り付けられた拡張バス弦 (extended bass string)を持つ。ストップ弦は、リュートやギター等と同様、指板に押し付けて音程を変化させ演奏するが、拡張バス弦は専ら開放弦で用いる。最も典型的な楽器は14コースを持つ。アーチリュートにおいては、ストップ弦はリュート同様、1コース以外複弦のものが多く、弦長は60cmから68cm程度である。大きさは、ボディーに関してはテオルボよりも概して小さいが、拡張バス弦の弦長を140cm程度まで稼ぐために、拡張ネックはテオルボと同等程度の1m近い長さを持っている。拡張弦は単弦で張られる。ストップ弦と拡張バス弦の本数は、14コースの楽器の場合、6コース+8コースまたは7コース+7コースのものが多い。
拡張ネックが数十センチと短い楽器もあるが、このような楽器はリュート・アティオルバートと呼ばれる。リュート・アティオルバートにおいては拡張バス弦長が90cm程度であり、この場合、拡張バス弦もすべて複弦とされていることが多く、14コースのリュート・アティオルバートでは弦の本数が27本にも達する。
調弦は、テオルボと違い、1コース、2コースをオクターブ下げたりせず、1コースから6コースまではルネサンスリュートと同じように調弦する。これは、アーチリュートは下で説明するように、テオルボよりも高い音を鳴らすという要求に応える楽器として登場したことと関係している。弦が破断する音高は弦の太さによらず、弦長のみによって決まっているから、1コースをト音記号第2線上のト音、あるいは第2間上のイ音に調律するためには、ある程度ピッチが低かったとしても、ガット弦を張った場合、弦長は70cmを超えられないので、ストップ弦長はテオルボより短い65cm程度となるのである。同じ理由でボディーも大きくできない。拡張弦は7コース以下、音階をつくって調律され、これはテオルボと同様である。

## 歴史
アーチリュートは歴史上、まずリュート・アティオルバートとして現れたとされる。アレッサンドロ・ピッチニーニは1623年に出版した「リュートとキタローネのためのタブラチュア集」において、自らが1594年に発明した楽器が拡張ネックおよび拡張バス弦をもった最初の楽器だと主張している。この楽器は、通奏低音のためよりは独奏曲の新たな可能性を模索したための発明であったことなどから、短い拡張ネックを持った楽器であり、上記構造の項で「リュート・アティオルバート」と呼ぶものに相当すると思われている。ピッチニーニ自身はこの拡張バス付きリュートを arciliuto（大きいリュート）と呼んでいる。リュート・アティオルバート liuto attiorbato は「テオルボ (tiorba) 化されたリュート」という意味なので、彼こそがこの拡張弦付きの楽器を発明した、という主張に反する名称だからである。しかしながら、この短い拡張ネックを持った楽器は1600年代前半にはしばしばリュート・アティオルバートと呼ばれていたのに対し、アーチリュートの語の用例は極めて稀である。また、この時期のイタリアでは、単に「リュート」といった場合リュート・アティオルバートを指す習慣があったとされる。たとえば、ピッチニーニ自身のタブラチュア集は「リュートとキタローネのための」となっているが、実際は拡張弦付きの14コースの楽器でなければこの曲集に含まれているリュート用の曲は演奏できない。
アーチリュートの名称は1680年頃から用例が増えている。ここでアーチリュートと呼ばれているのは、テオルボに代わる通奏低音楽器として広まったもので、前項記述の通り、長い拡張弦を持った楽器であったとされている。これは、17世紀後半から、通奏低音パートがしばしばヘ音記号の五線の上に跳び出すほどまで高くのぼるような曲が増えてきたため、1コースと2コースの調弦を1オクターブ下げているテオルボでは、これらバス音の上に和音が付けられなかったのが一つの要因であったとされる。また、テオルボのアーチリュートへの置き換えを助けたのは、ガット等の芯に細い金属のワイヤーを巻き付けた巻き弦が17世紀中ごろに発明されたことにもよっている。高い音を出すにはストップ弦長を短くしなければならないが、ストップ弦長を短くすると、5コース、6コースに太いガット弦を張ることになり、通りの良い明確な音が出せない。細くて重い巻き弦の発明によって短い弦長（特にストップ弦の5コース～7コースなど）でも輪郭がはっきりとして通りの良い音が出せるようになった。
通奏低音楽器として作曲家がアーチリュートを指定している例もしばしば見られる。アルカンジェロ・コレルリのトリオソナタ集作品1および作品3において、は「ヴィオローネまたはアーチリュート」(Violone o arciliuto）用のパートブックが用意されている。また、ジョヴァンニ・バッティスタ・ボノンチーニ、アレッサンドロ・スカルラッティ、ゲオルク・フリードリヒ・ヘンデルといった作曲家のオペラ、オラトリオ作品にはアーチリュートのためのパート、あるいは、スコア上でのアーチリュートの指定、またアーチリュートソロの部分が出現していることから、イタリア風のバロックオペラでしばしばアーチリュートが好んで用いられたこともわかる。イタリア風バロックオペラの人気が高かったイギリスでは特に、アーチリュートが広く普及したようである。
ただし、アーチリュートは1680年以降の楽器、とする見方には問題もある。前項アーチリュートの記述のような仕様を持った楽器はすでに17世紀初頭から作られており、17世紀前期、中期に「アーチリュート」が使用されていなかったかどうかは判然としない（テオルボ参照）。

## レパートリー
中期以降のバロックの作品での通奏低音はアーチリュートで担当できるし、歴史上もそのようにされていたので、これがアーチリュートにとって主要なレパートリーを形成しているといえる。リュート・アティオルバート用と思われるソロ作品が17世紀前半に多く残されているが、アーチリュートとリュート・アティオルバートは同じ調弦を持つので、アーチリュートでも演奏可能である。ソロレパートリーを残した作曲家の一部をあげる。
- アレッサンドロ・ピッチニーニ (Alessandro Piccinini)
- ピエトロ・パオロ・メリイ (Pietro Paolo Melii)
- ジョバンニ・ザンボーニ (Giovanni Zamboni)

## 注
1. ↑  arciliuto は liuto（リュート）に「大きい」の意味を持つ接頭辞 arci- を付けたものである。したがって、アーチリュートは「大リュート」、「大きなリュート」の意味である。
2. ↑  拡張バス弦を複弦にしたのは、楽器が作られた当時には巻き弦がなかったために、太いガット弦を用いねばならなかったが、その場合、太いガット弦の音は高い倍音をあまり含まないので、これを補うために、1オクターブ上の音を鳴らすオクターブ弦が必要となったからである。27本もの弦を演奏の度に調弦するのは大変であるので、現代のヒストリカル楽器では、リュート・アティオルバートにおいても、拡張バス弦を単弦とすることが多い。これが可能なのは、現代では重くて細い金属巻き弦を用いることによって、1本の弦で高い倍音をも含んだ音を作ることができるからである。
3. ↑  長い拡張ネックを持った楽器はネック部分の重みのために全体が重くなり、しかも重心がネック側に偏るため、ソロ演奏には有利でないとされる。
4. ↑  この記事でいうアーチリュートと同等の楽器を、「アーチリュート」と呼ばず、「キタローネ」「テオルボ」などと呼称していたかもしれない。
5. ↑  このため、現代においても、アーチリュートとリュート・アティオルバートの語は明確に区別されず、しばしば混同して用いられる。